# Oddział partyzancki generała Biczerachowa
Oddział partyzancki generała Biczerachowa (ros. Партизанский отряд генерала Бичерахова) – jednostka wojskowa o charakterze partyzanckim podczas wojny domowej w Rosji.
Oddział partyzancki dowodzony przez starszynę wojskowego Łazara F. Biczerachowa wchodził w skład ekspedycyjnego kaukaskiego korpusu kawalerii gen. Baratowa działającego w Persji. Oddział składał się z Kozaków kubańskich i terskich. Funkcję szefa sztabu pełnił płk Aleksiej J. Martynow. W lipcu 1918 r. poprzez port Enzeli oddział został przetransportowany morzem do Baku, gdzie wszedł w skład wojsk broniących miasta przed atakiem tureckim. Po upadku probolszewickiej Komuny Bakijskiej 31 lipca 1918 r., kiedy władza w mieście przeszła w ręce  tzw. Dyktatury Centrokaspia, Ł. F. Biczerachow 4 sierpnia został wyznaczony dowodzącym jej wojskami. Jego oddział wszedł w ich skład. Po zajęciu Baku przez oddziały tureckie 14 września, oddział wycofał się do rejonu Port-Pietrowsk-Derbent. Po zakończeniu I wojny światowej i przegranej wojsk tureckich powrócił pod koniec listopada do Baku. Do miasta wkroczyły też wojska brytyjskie. Łazar F. Biczerachow, od 16 listopada w stopniu generała majora, objął funkcję pełnomocnika białych w Kraju Przykaspijskim i rozpoczął organizowanie miejscowych sił zbrojnych. Po zajęciu obszarów nad Terekiem przez Armię Ochotniczą w styczniu 1919 r., oddział, dowodzony już przez starszynę wojskowego Iwana J. Tararykina, został przeniesiony do Batumi, gdzie w kwietniu tego roku rozwiązali go Brytyjczycy. Większość oficerów i żołnierzy wstąpiła do Sił Zbrojnych Południa Rosji gen. Antona I. Denikina.